# روبرت غوس
روبرت غوس (بالإنجليزية: Robert Goss)‏ هو عالم عقيدة وأستاذ جامعي أمريكي، ولد في 11 مايو 1948.